# Jerzy Zdziechowski

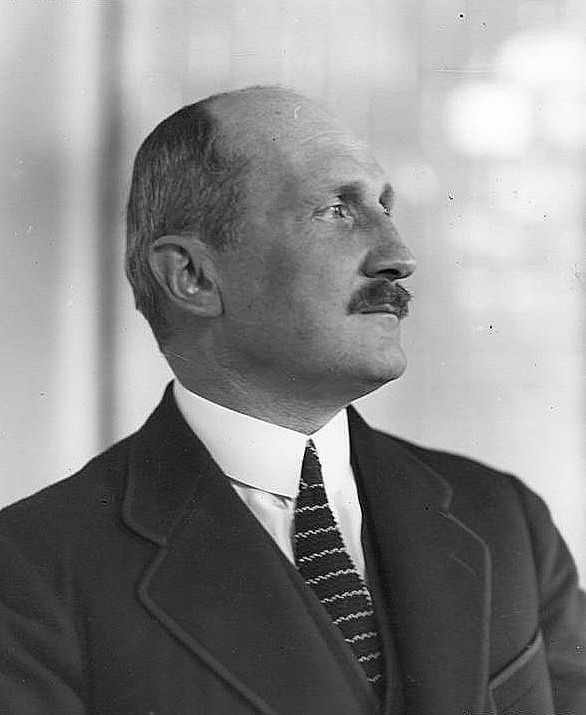
Jerzy Zdziechowski

Jerzy Zdziechowski (sinh ngày 27 tháng 8 năm 1880 - mất ngày 25 tháng 4 năm 1975) là một chính trị gia, nhà kinh tế học và tác giả của nhiều ấn bản kinh tế người Ba Lan.

## Tiểu sử
Trong giai đoạn năm 1917 - 1918, ông là một trong những nhà lãnh đạo của tổ chức Rada Polska Zjednoczenia Międzypartyjnego ở Nga. Ông cũng là người đồng sáng lập nên Quân đoàn Ba Lan tại Nga. Năm 1919, ông tham gia vào một cuộc đảo chính bất thành ở Ba Lan.
Trong giai đoạn năm 1925 - 1926, ông là Bộ trưởng Ngân khố trong nội các Aleksander Skrzyński. Năm 1929, một nhóm người nặc danh đã tập kích và đánh đập Zdziechowski dã man tại nhà riêng ở thủ đô Warsaw. Các thủ phạm mặc đồng phục, nhưng danh tính chính xác vẫn chưa được phát hiện cho đến ngày nay. Sau năm 1939, ông là nhà hoạt động của nhiều tổ chức kinh tế.
Zdziechowski di cư khỏi đất nước vào tháng 9 năm 1939. Sau khi chiến tranh thế giới thứ hai kết thúc, ông trở thành chủ tịch điều hành Hội đồng chính trị ở London với tư cách là thành viên của Đảng Quốc gia.
Ông qua đời tại Kraków.